# فريدريك باسي
فريدريك باس (بالفرنسية: Frédéric Passy) ولد في 20 مايو 1822م وتوفي في 12 يونيو 1912 اقتصادي فرنسي أول من حصل على جائزة نوبل للسلام مناصفة مع جان هنري دونانت من سويسرا سنة 1901.
وُلد باسي في باريس في عائلة كاثوليكية أورليانية بارزة، كان محاطًا بقدامى المحاربين والسياسيين. عمل بعد تدريبه في القانون كمحاسب وخدم في الحرس الوطني. سرعان ما ترك هذا العمل وبدأ السفر في جميع أنحاء فرنسا لإلقاء محاضرات في الاقتصاد. انضم باسي إلى حركة السلام في خمسينيات القرن التاسع عشر بعد سنوات من النزاعات العنيفة في جميع أنحاء أوروبا، حيث عمل مع العديد من الناشطين والكتاب البارزين لتطوير المجلات والمقالات والمناهج التعليمية.
طوّر باسي المؤتمر البرلماني الدولي (سُمي الاتحاد البرلماني الدولي فيما بعد) مع النائب البريطاني ويليام راندال كريمر أثناء عضويته في مجلس النواب. أسس بالإضافة إلى ذلك العديد من جمعيات السلام مثل: الرابطة الدولية الدائمة للسلام، جمعية أصدقاء السلام الفرنسية، الجمعية الفرنسية للحكم بين الأمم. استمر عمل باسي في حركة السلام حتى سنواته الأخيرة، وحصل في عام 1901 على جائزة نوبل للسلام إلى جانب مؤسس الصليب الأحمر هنري دونانت.
توفي باسي في عام 1912 بعد فترة من المرض والعجز. على الرغم من أن أعماله الاقتصادية لم تكتسب الكثير من الشهرة لكن جهوده في حركة السلام أدت إلى اعتباره «عميد نشطاء السلام الأوروبيين». نشر ابنه بول باسي مذكرات حياته في عام 1927، وما زالت أعماله تنشر وتترجم إلى اللغة الإنجليزية في القرن الحادي والعشرين.

## مطلع حياته
وُلد باسي في باريس عام 1822 في عائلة امتلكت روابط قوية بالسياسة الأورليانية.
كان والده جوستين فيليكس باسي من قدامى المحاربين في معركة واترلو. وكان جده لويس فرانسوا باسي مسؤولًا عامًا عن الشؤون المالية، وهو منصب مهم في نظام الحكم الأترافي. كانت جدته جاكوت بولين هيلين ديور. وشقيقها الكونت داور مدرب ركوب الخيل الذي حارب لصالح فرنسا في مصر.

### دراسته
تربى باسي في عائلة من المحاربين القدامى وقال في سيرته الذاتية إنه «انجذب بشكل أكبر نحو الجيش» ولكن دفعته القصص عن أهوال الغزو الفرنسي للجزائر إلى التفكير في تأثير تلك الحرب على الإنسانية.
تدرب باسي في القانون لكنه سرعان ما اهتم بمجال الاقتصاد الأخلاقي والسياسي. وأثناء تفكيره في آثار الحرب استوحى إلهامه من أعمال العديد من علماء الاقتصاد الليبراليين مثل: فردريك باستيا، ريتشارد كوبدن، ودانيال أوكونل. أعجب باسي لدرجة كبيرة بباستيا، الذي طور أفكاره من حركة كوبدن. اعتقد باستيا أن التجنيد الإجباري والضرائب المرتفعة التي رافقت السياسة العسكرية كان لها أثر سلبي كبير على الفقراء، وواصل باسي تطوير أفكار الصراع الطبقي في أعماله.

## بدايته المهنية
عمل باسي كمحاسب في مجلس الدولة منذ عام 1846. خدم عام 1848 في الحرس الوطني. استقال من عمله في مجلس الدولة عام 1849 ليبدأ عمله كخبير اقتصادي مستلهمًا أفكاره جزئيًا من باستيا.
لم يكن قادرًا على تأمين وظيفة بدوام كامل في التعليم، رفض أداء قسم الولاء الدستوري للملك الفرنسي نابليون الثالث معتقدًا أن حكمه غير شرعي. نشر باسي عدة كتب عن الاقتصاد خلال ذلك الوقت، جمع معظمها من محاضراته في جامعات بو ومونبلييه وبوردو ونيس.

### تطور الأفكار
أدت سنوات من الغضب في إيطاليا وبولندا والنمسا وبروسيا إلى إعلان دعوات إقامة اتحاد أوروبي من كبار السياسيين الليبراليين والاشتراكيين مثل: بيير جوزيف برودون وإميل دي غيراردن وباسي وميشيل شوفالييه. رفض باسي في عام 1859 فكرة أن يكون العمل العسكري حلاً للقضايا السياسية، واقترح بدلاً من ذلك أن تمتلك أوروبا «مجلسًا دائمًا للإشراف على القضايا الإنسانية العامة وقوة شرطة دولية».

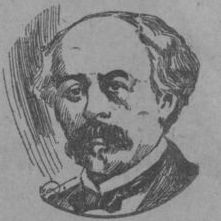
رسم باسي ، نُشر في جريدة نيويورك (فبراير 1899)

صمّم خطة لإنشاء مجلة تهدف للدعاية من أجل السلام إدراكًا منه لأهمية الصحافة في هذا النضال. وأدى ذلك إلى بدء عمله مع إدموند بوتونيي بيير في المحكمة الدولية، وهي مجلة إنجليزية/ فرنسية دورية مكرسة لحركة السلام الأوروبية. أنهى باسي علاقته بمجموعة المصلحة العامة، وهي مجموعة ليبرالية اشتراكية هدفت إلى قمع الاحتكارات والضرائب المرتفعة عندما بدأ بوتونيي الدعوة إلى تغيير كبير في السياسة الاجتماعية. دعا إلى الفصل بين الكنيسة والدولة وحرية الصحافة والمساواة بين الجنسين وإلغاء عقوبة الإعدام.

## رابطة السلام

### تأسيس الرابطة
نشرت جريدة الزمن الفرنسية في باريس في أبريل/ نيسان عام 1867 ثلاث رسائل انتقدت تعامل الفرنسيين مع أزمة لوكسمبورغ، كتب باسي الرسالة الثالثة. ودعا من خلالها القراء للانضمام إلى رابطة السلام، ووجدت دعمًا كبيرًا من قبل:
- الخبير الاقتصادي ميشيل شوفالييه.
- رجل الأعمال الصناعي جان دولفوس.
- المصرفي فرانسوا بارتيليمي أرليس دوفور.
- الحاخام الأكبر في فرنسا لازار إيسيدور.
- رجل الدين والناشط الكاثوليكي هاسينثي لويسون.
- رجل الدين والناشط الكاثوليكي أوغست جوزيف ألفونس جراتي.
- القس البروتستانتي جوزيف مارتن باشود.
- الكتّاب غوستاف دي إيشال وسانت سيمونيا
- الخبير الاقتصادي إميل لويس فيكتور دي لافيلي.
- الخبير الاقتصادي غوستاف دي موليناري.
- السياسي أوغست كوفرور.

زار أمين رابطة السلام هنري ريتشارد باريس في ذلك العام وحثَّ وزير الداخلية على السماح بعقد مؤتمر دولي للسلام خلال معرض باريس عام 1867. رُفضت الفكرة لكن سمحت الحكومة في النهاية بإلقاء محاضرات حول المبادئ العامة للسلام بشرط عدم طرح أي أسئلة بعد المحاضرة.
حصل باسي وشوفالييه في مايو/ أيار عام 1867 على تصريح لتنظيم الرابطة الدولية والدائمة للسلام. أعلن باسي «الحرب على الحرب» معتقدًا أن الاقتصاد الليبرالي سيحقق التغيير الاجتماعي بمجرد القضاء على الإنفاق العسكري. اختلف ذلك بشكل كبير مع أفكار المحافظين السابقين مثل فريدريش فون جينتز، الذي كان موقفه المناهض للحرب مؤيدًا للحفاظ على الوضع الراهن.

## جمعية أصدقاء السلام
لاقى نشاط السلام في أوروبا شعبية كبيرة بعد التحكيم الناجح بين بريطانيا والولايات المتحدة الأمريكية في جنيف. قام دانيال فان إيك وفيليب يوناس باسين وساومويل بارت لا فيل بتأسيس مجموعة هولندية بنفس أفكار رابطة باسي في عام 1871، وبدأت التنظيمات الماسونية بتأييد مشاريع سلام.
لاحظ باسي هذا الإيمان المتجدد بالسلام، وبدأ في عام 1872 العمل على إحياء الرابطة. وشرح المسارين اللذين يمكن أن يسلكهما المجتمع:
1. طريق الحرب والانتقام من بروسيا والإمبراطورية الألمانية لاستعادة الألزاس واللورين، يتضمن ذلك عملية تسليح دائمة وجيشًا مستعدًا، وسيمضي الشباب حياتهم في الثكنات.
2. طريق السلام والقانون، يكون فيه التحكيم جزءًا أساسيًا من الحكم الأوروبي والنظام الدولي المنظم ما يسمح بعودة الأراضي المحتلة من خلال الوسائل الدبلوماسية مثل الاستفتاء العام.[7]

كان يدرك أن طريقه المفضل (السلام) لن يُعتمد بسرعة أو حتى في المستقبل القريب، ولكنه بدأ في إنشاء جمعية سلام فرنسية جديدة لتشجيع التحكيم الدولي، سُميت الجمعية الفرنسية لأصدقاء السلام.
ظهرت عدة مجموعات أخرى تطالب بالتحكيم وتطوير القانون الدولي خلال ذلك الوقت، بما في ذلك رابطة الحقوق المدنية عام 1873 التي شارك فيها باسي وهنري ريتشارد. كانت الاجتماعات التي شملت مناقشات حول طرق تخفيف الصراعات بين المجتمعات المختلفة وسيلة لدعم المحادثات التي اعتقد باسي أنها مهمة لتطوير التعاون الدولي.

### معرض باريس لعام 1878
عقد أعضاء الجمعية مؤتمرًا في معرض باريس عام 1878 ملاحظين نمو حركة السلام وشعبيتها، لكنهم حذّروا الحاضرين من إثارة قضايا استفزازية. حضر المؤتمر مئة وخمسون مندوبًا من ثلاث عشرة دولة مختلفة، كانت خمس وتسعون منهم من فرنسا. انعقد المؤتمر على مدار عدة أيام، وشمل مجموعة من المحادثات.

## روابط خارجية
- فريدريك باسي على موقع الموسوعة البريطانية (الإنجليزية)